# Guy Forget
Guy Forget (Casablanca, Marroc, 4 de gener de 1965) és un tennista professional francès retirat.
En el seu palmarès hi ha 11 títols individuals i 28 de dobles masculins, que li van permetre arribar al tercer i quart lloc dels rànquing respectius. Destaquen les dues finals de Grand Slam disputades a Roland Garros (1987, 1996). També va formar part de l'equip francès de la Copa Davis que va guanyar les edicions de 1991 i 1996.
Després de la seva retirada va exercir de capità de l'equip francès de Copa Davis i de la Copa Federació, guanyant l'edició de 2003. També va formar per de l'organització del torneig de Roland Garros i posteriorment fou nomenat director del Masters de París (2012) i del Roland Garros (2016).

## Torneigs de Grand Slam

### Dobles masculins: 2 (0−2)
| Resultat  | Núm. | Any  | Torneig           | Parella      | Oponents                         | Marcador                      |
| --------- | ---- | ---- | ----------------- | ------------ | -------------------------------- | ----------------------------- |
| Finalista | 1.   | 1987 | Roland Garros     | Yannick Noah | Anders Järryd Robert Seguso      | 7−6(5), 7−6(2), 3−6, 4−6, 2−6 |
| Finalista | 2.   | 1996 | Roland Garros (2) | Jakob Hlasek | Ievgueni Kàfelnikov Daniel Vacek | 2−6, 3−6                      |

## Palmarès

### Individual: 19 (11−8)
| Títols per superfície |
| --------------------- |
| Dura (7−2)            |
| Gespa (0−1)           |
| Terra batuda (2−2)    |
| Moqueta (2−3)         |

| Resultat  | Núm. | Data                   | Torneig                    | Superfície   | Oponent                | Marcador                   |
| --------- | ---- | ---------------------- | -------------------------- | ------------ | ---------------------- | -------------------------- |
| Guanyador | 1.   | 6 d'octubre de 1986    | Tolosa, França             | Dura (i)     | Jan Gunnarsson         | 4−6, 6−3, 6−2              |
| Guanyador | 2.   | 27 de febrer de 1989   | Nancy, França              | Dura (i)     | Michiel Schapers       | 6−3, 7−6(5)                |
| Finalista | 1.   | 6 de novembre de 1989  | Wembley, Regne Unit        | Moqueta (i)  | Michael Chang          | 2−6, 2−6, 1−6              |
| Finalista | 2.   | 16 d'abril de 1990     | Niça, França               | Terra batuda | Joan Aguilera          | 6−2, 3−6, 4−6              |
| Guanyador | 3.   | 10 de setembre de 1990 | Bordeus, França            | Terra batuda | Goran Ivanišević       | 6−4, 6−3                   |
| Guanyador | 4.   | 7 de gener de 1991     | Sydney, Austràlia          | Dura         | Michael Stich          | 6−3, 6−4                   |
| Guanyador | 5.   | 11 de febrer de 1991   | Brussel·les, Bèlgica       | Moqueta (i)  | Andrei Cherkasov       | 6−3, 7−5, 3−6, 7−6(4)      |
| Finalista | 3.   | 4 de març de 1991      | Indian Wells, Estats Units | Dura         | Jim Courier            | 6−4, 3−6, 6−4, 3−6, 6−7(4) |
| Guanyador | 6.   | 5 d'agost de 1991      | Cincinnati, Estats Units   | Dura         | Pete Sampras           | 2−6, 7−6(4), 6−4           |
| Guanyador | 7.   | 9 de setembre de 1991  | Bordeus (2)                | Terra batuda | Olivier Delaître       | 6−1, 6−3                   |
| Guanyador | 8.   | 30 de setembre de 1991 | Tolosa (2)                 | Dura (i)     | Amos Mansdorf          | 6−2, 7−6(4)                |
| Guanyador | 9.   | 28 d'octubre de 1991   | París, França              | Moqueta (i)  | Pete Sampras           | 7−6(9), 4−6, 5−7, 6−4, 6−4 |
| Finalista | 4.   | 6 de gener de 1992     | Sydney                     | Dura         | Emilio Sánchez Vicario | 3−6, 4−6                   |
| Guanyador | 10.  | 5 d'octubre de 1992    | Tolosa (3)                 | Dura (i)     | Petr Korda             | 6−3, 6−2                   |
| Finalista | 5.   | 26 d'octubre de 1992   | Estocolm, Suècia           | Moqueta (i)  | Goran Ivanišević       | 6−7(2), 6−4, 6−7(5), 2−6   |
| Finalista | 6.   | 2 de novembre de 1992  | París                      | Moqueta (i)  | Boris Becker           | 6−7(3), 3−6, 6−3, 3−6      |
| Finalista | 7.   | 4 de juliol de 1994    | Gstaad, Suïssa             | Terra batuda | Sergi Bruguera         | 6−3, 5−7, 2−6, 1−6         |
| Finalista | 8.   | 12 de juny de 1995     | Londres, Regne Unit        | Gespa        | Pete Sampras           | 6−7(3), 6−7(6)             |
| Guanyador | 11.  | 12 de febrer de 1996   | Marsella, França           | Dura (i)     | Cédric Pioline         | 7−5, 6−4                   |

### Dobles masculins: 45 (28−17)
| Títols per superfície |
| --------------------- |
| Dura (13−3)           |
| Gespa (3−0)           |
| Terra batuda (5−5)    |
| Moqueta (7−2)         |

| Resultat  | Núm. | Data                   | Torneig                                                      | Superfície   | Parella          | Oponents                            | Marcador                |
| --------- | ---- | ---------------------- | ------------------------------------------------------------ | ------------ | ---------------- | ----------------------------------- | ----------------------- |
| Finalista | 1.   | 17 de setembre de 1984 | Bordeus, França                                              | Terra batuda | Loïc Courteau    | Pavel Složil Blaine Willenborg      | 1−6, 4−6                |
| Finalista | 2.   | 8 d'abril de 1985      | Niça, França                                                 | Terra batuda | Loïc Courteau    | Claudio Panatta Pavel Složil        | 6−3, 3−6, 6−8           |
| Guanyador | 1.   | 4 de novembre de 1985  | Estocolm, Suècia                                             | Dura (i)     | Andrés Gómez     | Mike De Palmer Gary Donnelly        | 6−3, 6−4                |
| Guanyador | 2.   | 11 de novembre de 1985 | Wembley, Regne Unit                                          | Moqueta (i)  | Anders Järryd    | Boris Becker Slobodan Živojinović   | 7−5, 4−6, 7−5           |
| Finalista | 3.   | 3 de febrer de 1986    | Memphis, Estats Units                                        | Moqueta (i)  | Anders Järryd    | Ken Flach Robert Seguso             | 4−6, 6−4, 6−7           |
| Guanyador | 3.   | 24 de febrer de 1986   | La Quinta, Estats Units                                      | Dura         | Peter Fleming    | Yannick Noah Sherwood Stewart       | 6−4, 6−3                |
| Guanyador | 4.   | 10 de març de 1986     | Metz, França                                                 | Moqueta (i)  | Wojtek Fibak     | Francisco González Michiel Schapers | 2−6, 6−2, 6−4           |
| Guanyador | 5.   | 21 d'abril de 1986     | Montecarlo, Mònaco                                           | Terra batuda | Yannick Noah     | Joakim Nyström Mats Wilander        | 6−4, 3−6, 6−4           |
| Guanyador | 6.   | 12 de maig de 1986     | Roma, Itàlia                                                 | Terra batuda | Yannick Noah     | Mark Edmondson Sherwood Stewart     | 7−6, 6−2                |
| Guanyador | 7.   | 9 de juny de 1986      | Londres, Regne Unit                                          | Gespa        | Kevin Curren     | Darren Cahill Mark Kratzmann        | 6−2, 7−6                |
| Guanyador | 8.   | 13 d'octubre de 1986   | Basilea, Suïssa                                              | Dura (i)     | Yannick Noah     | Jan Gunnarsson Tomáš Šmíd           | 7−6, 6−4                |
| Finalista | 4.   | 24 de novembre de 1986 | Itaparica, Brasil                                            | Dura         | Loïc Courteau    | Chip Hooper Mike Leach              | 5−7, 3−6                |
| Finalista | 5.   | 1 de desembre de 1986  | Nabisco Masters, Nova York, Estats Units                     | Moqueta (i)  | Yannick Noah     | Stefan Edberg Anders Järryd         | 3−6, 6−7, 3−6           |
| Guanyador | 9.   | 2 de febrer de 1987    | Lió, França                                                  | Moqueta (i)  | Yannick Noah     | Kelly Jones David Pate              | 4−6, 6−3, 6−4           |
| Guanyador | 10.  | 16 de febrer de 1987   | Indian Wells, Estats Units                                   | Dura         | Yannick Noah     | Boris Becker Eric Jelen             | 6−4, 7−6                |
| Guanyador | 11.  | 4 de maig de 1987      | Forest Hills, Estats Units                                   | Terra batuda | Yannick Noah     | Gary Donnelly Peter Fleming         | 4−6, 6−4, 6−1           |
| Guanyador | 12.  | 11 de maig de 1987     | Roma (2)                                                     | Terra batuda | Yannick Noah     | Miloslav Mečíř Tomáš Šmíd           | 6−2, 6−7, 6−3           |
| Finalista | 6.   | 25 de maig de 1987     | Roland Garros, França                                        | Terra batuda | Yannick Noah     | Anders Järryd Robert Seguso         | 7−6, 7−6, 3−6, 4−6, 2−6 |
| Guanyador | 13.  | 8 de juny de 1987      | Londres (2)                                                  | Gespa        | Yannick Noah     | Rick Leach Tim Pawsat               | 6−4, 6−4                |
| Finalista | 7.   | 6 de juliol de 1987    | Gstaad, Suïssa                                               | Terra batuda | Loïc Courteau    | Jan Gunnarsson Tomáš Šmíd           | 6−7, 2−6                |
| Guanyador | 14.  | 29 de febrer de 1988   | Indian Wells (2)                                             | Dura         | Boris Becker     | Jorge Lozano Todd Witsken           | 6−4, 6−4                |
| Guanyador | 15.  | 7 de març de 1988      | Orlando, Estats Units                                        | Dura         | Yannick Noah     | Sherwood Stewart Kim Warwick        | 6−4, 6−4                |
| Guanyador | 16.  | 11 d'abril de 1988     | Niça                                                         | Terra batuda | Henri Leconte    | Heinz Günthardt Diego Nargiso       | 4−6, 6−3, 6−4           |
| Finalista | 8.   | 10 d'octubre de 1988   | Tolosa, França                                               | Dura (i)     | Mansour Bahrami  | Tom Nijssen Ricki Osterthun         | 3−6, 4−6                |
| Guanyador | 17.  | 19 de febrer de 1990   | Stuttgart, Alemanya Occidental                               | Moqueta (i)  | Jakob Hlasek     | Michael Mortensen Tom Nijssen       | 6−3, 6−2                |
| Guanyador | 18.  | 5 de març de 1990      | Indian Wells (3)                                             | Dura         | Boris Becker     | Jim Grabb Patrick McEnroe           | 4−6, 6−4, 6−3           |
| Guanyador | 19.  | 20 d'agost de 1990     | Long Island, Estats Units                                    | Dura         | Jakob Hlasek     | Udo Riglewski Michael Stich         | 2−6, 6−3, 6−4           |
| Guanyador | 20.  | 8 d'octubre de 1990    | Tòquio, Japó                                                 | Moqueta (i)  | Jakob Hlasek     | Scott Davis David Pate              | 7−6, 7−5                |
| Guanyador | 21.  | 22 d'octubre de 1990   | Estocolm, Suècia                                             | Moqueta (i)  | Jakob Hlasek     | John Fitzgerald Anders Järryd       | 6−4, 6−2                |
| Guanyador | 22.  | 12 de desembre de 1990 | ATP Tour World Championships, Frankfurt, Alemanya Occidental | Dura         | Jakob Hlasek     | Emilio Sánchez Sergio Casal         | 6−4, 7−6, 5−7, 6−4      |
| Finalista | 9.   | 4 de març de 1991      | Indian Wells                                                 | Dura         | Henri Leconte    | Jim Courier Javier Sánchez          | 6−7, 6−3, 3−6           |
| Finalista | 10.  | 8 de juliol de 1991    | Gstaad (2)                                                   | Terra batuda | Jakob Hlasek     | Gary Muller Danie Visser            | 6−7, 4−6                |
| Guanyador | 23.  | 9 de setembre de 1991  | Bordeus                                                      | Dura         | Arnaud Boetsch   | Patrik Kühnen Alexander Mronz       | 6−2, 6−2                |
| Finalista | 11.  | 10 de febrer de 1992   | Brussel·les, Bèlgica                                         | Moqueta (i)  | Jakob Hlasek     | Boris Becker John McEnroe           | 3−6, 2−6                |
| Finalista | 12.  | 14 de setembre de 1992 | Bordeus (2)                                                  | Terra batuda | Arnaud Boetsch   | Emilio Sánchez Sergio Casal         | 1−6, 4−6                |
| Finalista | 13.  | 5 d'octubre de 1992    | Tolosa (2)                                                   | Dura (i)     | Henri Leconte    | Brad Pearce Byron Talbot            | 1−6, 6−3, 3−6           |
| Guanyador | 24.  | 1 de març de 1993      | Indian Wells (4)                                             | Dura         | Henri Leconte    | Luke Jensen Scott Melville          | 6−4, 7−5                |
| Guanyador | 25.  | 13 de juny de 1994     | Halle, Alemanya                                              | Gespa        | Olivier Delaître | Henri Leconte Gary Muller           | 6−4, 6−7, 6−4           |
| Guanyador | 26.  | 22 d'agost de 1994     | Long Island (2)                                              | Dura         | Olivier Delaître | Andrew Florent Mark Petchey         | 6−4, 7−6                |
| Guanyador | 27.  | 12 de setembre de 1994 | Bordeus (2)                                                  | Dura         | Olivier Delaître | Diego Nargiso Guillaume Raoux       | 6−2, 2−6, 7−5           |
| Guanyador | 28.  | 13 de febrer de 1995   | Milà, Itàlia                                                 | Moqueta (i)  | Boris Becker     | Petr Korda Karel Nováček            | 6−2, 6−4                |
| Finalista | 14.  | 9 d'octubre de 1995    | Ostrava, Txèquia                                             | Moqueta (i)  | Patrick Rafter   | Jonas Björkman Javier Frana         | 7−6, 4−6, 6−7           |
| Finalista | 15.  | 26 de febrer de 1996   | Milà                                                         | Moqueta (i)  | Jakob Hlasek     | Andrea Gaudenzi Goran Ivanišević    | 4−6, 5−7                |
| Finalista | 16.  | 6 de maig de 1996      | Hamburg, Alemanya                                            | Terra batuda | Jakob Hlasek     | Mark Knowles Daniel Nestor          | 2−6, 4−6                |
| Finalista | 17.  | 27 de maig de 1996     | Roland Garros (2)                                            | Terra batuda | Jakob Hlasek     | Ievgueni Kàfelnikov Daniel Vacek    | 2−6, 3−6                |

### Equips: 2 (2−0)
| Resultat  | Núm. | Data                                   | Torneig                       | Superfície  | Equip                                         | Oponents                                                  | Marcador |
| --------- | ---- | -------------------------------------- | ----------------------------- | ----------- | --------------------------------------------- | --------------------------------------------------------- | -------- |
| Guanyador | 1.   | 29 de novembre − 1 de desembre de 1991 | Copa Davis, Lió, França (2)   | Moqueta (i) | Arnaud Boetsch Olivier Delaitre Henri Leconte | Andre Agassi Ken Flach Pete Sampras Robert Seguso         | 3−1      |
| Guanyador | 2.   | 29 de novembre − 1 de desembre de 1996 | Copa Davis, Malmö, Suècia (3) | Dura (i)    | Arnaud Boetsch Cédric Pioline Guillaume Raoux | Jonas Bjorkman Stefan Edberg Thomas Enqvist Nicklas Kulti | 3−2      |

## Trajectòria

### Individual
| Torneig | 1982  | 1983 | 1984  | 1985        | 1986        | 1987        | 1988  | 1989        | 1990        | 1991        | 1992  | 1993        | 1994        | 1995        | 1996  | 1997 | Títols    | V − D     |
| --- | ----- | ---- | ----- | ----------- | ----------- | ----------- | ----- | ----------- | ----------- | ----------- | ----- | ----------- | ----------- | ----------- | ----- | ---- | --------- | --------- |
| Open d'Austràlia | 3R    | A    | 4R    | 1R          | NC          | A           | 2R    | 1R          | 2R          | QF          | 2R    | QF          | A           | 2R          | 1R    | 1R   | 0 / 12    | 16 – 12   |
| Roland Garros | 3R    | 1R   | 1R    | 1R          | 4R          | 1R          | 3R    | A           | 3R          | 4R          | 2R    | A           | A           | 2R          | 3R    | A    | 0 / 12    | 16 – 12   |
| Wimbledon | A     | 1R   | 3R    | 1R          | 1R          | 4R          | 1R    | A           | 4R          | QF          | QF    | A           | QF          | 2R          | 1R    | A    | 0 / 12    | 21 – 12   |
| US Open | A     | 1R   | 1R    | 2R          | 2R          | 3R          | 2R    | A           | 1R          | 2R          | 4R    | A           | 2R          | 1R          | 4R    | A    | 0 / 12    | 13 – 12   |
| Jocs Olímpics | NC    | NC   | QF    | No celebrat | No celebrat | No celebrat | 3R    | No celebrat | No celebrat | No celebrat | 2R    | No celebrat | No celebrat | No celebrat | A     | NC   | 0 / 3     | 5 – 3     |
| Total Victòries−Derrotes | 16−13 | 7−23 | 17−14 | 18−21       | 34−23       | 22−20       | 24−19 | 15−10       | 40−23       | 63−21       | 47−23 | 9−9         | 22−17       | 19−26       | 25−23 | 0−5  | 378 – 290 | 378 – 290 |
| Rànquing a final d'any | 70    | 188  | 36    | 61          | 25          | 54          | 48    | 36          | 16          | 7           | 11    | 158         | 40          | 71          | 51    | 1121 |           |           |
| Llegenda: G: Guanyador; F: Finalista; SF: Semifinalista; QF: Quarts de final; Q: Qualificació; A: Absent; RR: Round Robin; NC: No celebrat |       |      |       |             |             |             |       |             |             |             |       |             |             |             |       |      |           |           |

### Dobles femenins
| Open d'Austràlia | A   | A   | 1R  | 2R          | NC          | A           | 3R    | 2R          | 2R          | 1R          | A     | A           | A           | A           | SF    | 1R          | A           | A           | A   | 0 / 7     | 8 – 6     |
| Roland Garros | 1R  | A   | 3R  | 2R          | 3R          | F           | 1R    | A           | 1R          | 3R          | 2R    | A           | 2R          | 3R          | F     | A           | 1R          | 2R          | 2R  | 0 / 15    | 23 – 15   |
| Wimbledon | A   | A   | A   | A           | 3R          | QF          | QF    | A           | 3R          | A           | SF    | A           | A           | QF          | QF    | A           | A           | A           | A   | 0 / 8     | 20 – 8    |
| US Open | A   | A   | 1R  | 2R          | QF          | 1R          | 3R    | A           | QF          | A           | A     | A           | 2R          | A           | SF    | A           | A           | A           | A   | 0 / 8     | 13 – 8    |
| Jocs Olímpics | NC  | NC  | A   | No celebrat | No celebrat | No celebrat | QF    | No celebrat | No celebrat | No celebrat | 2R    | No celebrat | No celebrat | No celebrat | A     | No celebrat | No celebrat | No celebrat | A   | 0 / 2     | 3 – 2     |
| Total Victòries−Derrotes | 0−2 | 9−6 | 5−5 | 19−11       | 70−21       | 52−16       | 34−17 | 7−7         | 49−16       | 19−14       | 29−16 | 8−3         | 15−5        | 29−17       | 32−19 | 1−5         | 0−1         | 1−1         | 1−1 | 383 – 180 | 383 – 180 |
| Rànquing a final d'any | 717 | 166 | 217 | 23          | 8           | 6           | 15    | 152         | 4           | 84          | 29    | 114         | 96          | 32          | 14    | 565         | 1384        | 652         | 463 |           |           |
| Llegenda: G: Guanyador; F: Finalista; SF: Semifinalista; QF: Quarts de final; Q: Qualificació; A: Absent; RR: Round Robin; NC: No celebrat |     |     |     |             |             |             |       |             |             |             |       |             |             |             |       |             |             |             |     |           |           |

## Guardons
- Campió dels Campions a l'Équipe (1991, amb Henri Leconte)
- ATP Comeback Player of the Year (1994)
- Premi Philippe Chatrier (2011)